# 達奇安·喬洛什
達奇安·朱利恩·喬洛什（發音：[datʃiˈan ˈtʃoloʃ]；1969年7月27日—），是一名羅馬尼亞農藝工程師與政治家，曾擔任克林·波佩斯库-特里恰努內閣的農業與農村發展部部長；2009年11月被時任欧盟委员会主席若泽·曼努埃尔·巴罗佐提名為下一任農業與農村發展專員，並在2010年2月出任此職為直到2014年11月。
2015年11月10日，羅馬尼亞總統克劳斯·约翰尼斯在前總理维克托·蓬塔辭職一周後任命喬洛什籌組新政府；通過11月17日罗马尼亚议会的信任投票後，喬洛什正式成為繼尤柳·马纽後第二名出身瑟拉日縣的罗马尼亚总理。
2019年7月1日，上任歐洲黨團復興歐洲的主席。

## 外部連結
- 達奇安·喬洛什 Archive.today的存檔，存档日期2015-12-31在欧洲联盟委员会的頁面

| 官衔                            | 官衔                                  | 官衔                   |
| ------------------------------- | ------------------------------------- | ---------------------- |
| 前任者： 德切巴爾·特拉揚·雷梅斯 | 農業與農村發展部部長 2007年－2008年   | 繼任者： 伊利耶·瑟爾布 |
| 前任者： 倫納德·歐爾班          | 羅馬尼亞歐盟專員 2010年－2014年       | 繼任者： 科麗娜·克雷楚 |
| 前任者： 瑪麗安·菲舍爾·伯爾     | 歐盟農業與農村發展專員 2010年－2014年 | 繼任者： 菲爾·霍根     |
| 前任者： 索林·坎佩亞努          | 罗马尼亚总理 2015年－2017年           | 繼任者： 索林·葛林多努 |